# Dorog

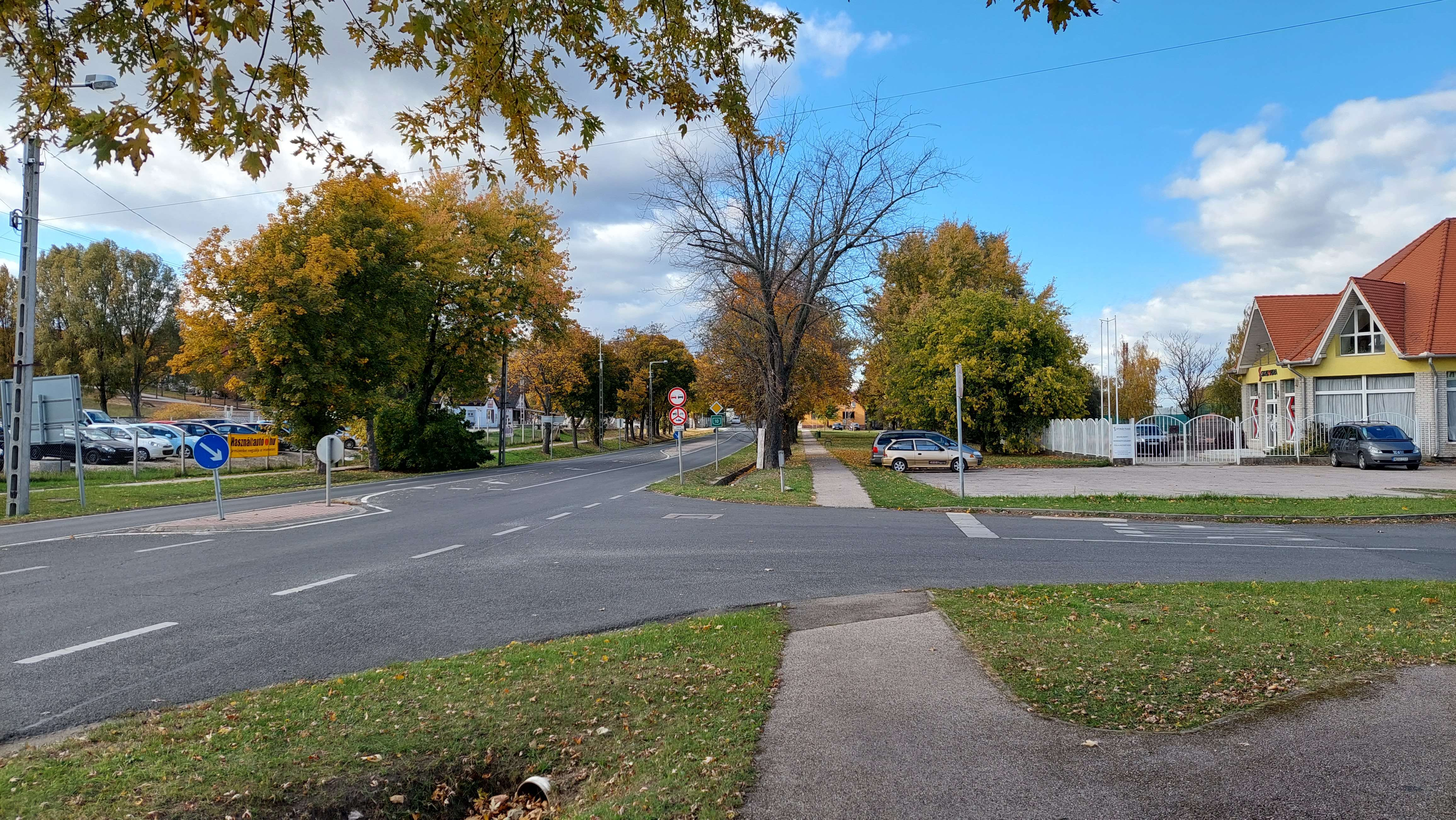
Gatumiljö i Dorog på en höstdag

Dorog (tyska: Drostdorf) är en stad i provinsen Komárom-Esztergom i Ungern. Dorog ligger i distriktet Esztergom och hade år 2019 totalt 11 530 invånare.